# كلم ماما (فلم)
كلم ماما فيلم كوميدي مصري من إنتاج عام 2003.

## قصة الفيلم
تدور أحداث الفيلم حول منى طالبة جامعية، ابنة الست عسلية بائعة الطرشي، تحب جارها سيد ابن ضبش بائع البسبوسة الذي يحاول أن يستكمل تعليمه الجامعي؛ ولكن عسلية تشترط لزواج منى من سيد أن ينجح ويحصل على شهادته الجامعية، تتفق منى مع سيد على تدبير المال اللازم لإتمام هذه الزيجة، على أن يتفرغ سيد للمذاكرة، ومن أجل تدبير هذا المال تجتمع صديقات منى الأربع لإتمام هذه الخطة، ويدخلن في مغامرات وتصرفات تؤدي بهن في كل مرة إلى قسم الشرطة، تختطف عصابة والد زميلتهن الثرية، فيتدخلن لإنقاذه والحصول على المكافأة الكبيرة، وبهذا يتم زواج منى من سيد، وتنتهي الأحداث بنجاح الصديقات وسيد، وتتزوج عسلية من ضبش.

## بطولة
- عبلة كامل عسلية
- حسن حسني ضبش
- منة شلبي منى أنتكة
- مي عز الدين داليا مقالب
- أحمد زاهر سيد
- دنيا عبد العزيز بسنت غزال
- مها أحمد نرمين بكبوزا
- طلعت زكريا صلاح
- غسان مطر والد غزال

## روابط خارجية
- مقالات تستعمل روابط فنية بلا صلة مع ويكي بيانات